# Chula
Chula är en ort i Livingston County i Missouri. Vid 2010 års folkräkning hade Chula 210 invånare.